# Brachymeles paeforum
Brachymeles paeforum — вид сцинкоподібних ящірок родини сцинкових (Scincidae). Ендемік Філіппін.

## Поширення і екологія
Brachymeles paeforum мешкають на острові Лейте. Вони живуть на сільськогосподарських угіддях, в первинних і вторинних вологих тропічних лісах та у вторинних заростях, серед опалого листя і гнилої деревини. Зустрічаються на висоті до 300 м над рівнем моря.